# Charles Pedersen

Wzór uzyskanego przez Pedersena eteru [2,8]dibenzo[18]korona[6

Charles John Pedersen (ur. 3 października 1904 w Pusan, zm. 26 października 1989 w Salem) − amerykański chemik, laureat Nagrody Nobla.

## Życiorys
Urodził się w Korei, jego matka była Japonką, a ojciec norweskim inżynierem, pracującym w amerykańskiej kopalni złota. Jako ośmiolatek został wysłany do Japonii, do szkoły z internatem w Nagasaki, a następnie w Jokohamie.
Za radą ojca wyjechał na studia do USA, początkowo studiował na Uniwersytecie w Dayton, a następnie w Massachusetts Institute of Technology. Po ukończeniu studiów zrezygnował z uzyskania stopnia doktora (nie chciał być wspomagany przez rodziców), ale podjął w 1927 pracę w laboratorium badawczym przedsiębiorstwa DuPont. Pracował tam przez 42 lata, publikując ok. 28 artykułów naukowych i uzyskując 65 patentów.
W 1967 roku odkrył etery koronowe. Stało się to przypadkiem, gdy badał wpływ ligandów fenolowych na katalityczne właściwości tlenku wanadu(II) (VO). W jednej z reakcji powstała brązowawa maź, z której – z wydajnością 0,4% – wyekstrahował bezbarwne kryształy. Otrzymanym związkiem był pierwszy eter koronowy: 2,3,11,12-dibenzo-1,4,7,10,13,16-heksaoksacyklooktadeka-2,11-dien, czyli [2,8]dibenzo[18]korona[6]. Równocześnie Pedersen odkrył nieoczekiwaną właściwość uzyskanego związku: stawał się rozpuszczalny w metanolu w obecności kationu sodowego. Był to pierwszy przykład związku zdolnego do kompleksowania kationów metali alkalicznych.
Układy tego typu szerzej zbadali Jean-Marie Lehn oraz Donald J. Cram. W 1987 wszyscy trzej zostali uhonorowani Nagrodą Nobla w dziedzinie chemii za ich wkład w badania cząsteczek, które dzięki swej strukturze oddziałują w sposób wysoce selektywny z innymi cząsteczkami.
Jest jednym z niewielu noblistów z dziedzin nauk ścisłych, którzy nie mieli stopnia doktora.